# SEAT Ronda
La SEAT Ronda è un'automobile prodotta dalla casa automobilistica spagnola SEAT dal 1983 al 1986 in contemporanea allo scadere dell'accordo FIAT-SEAT. In realtà è un riciclo della SEAT Ritmo uguale a sua volta alla FIAT Ritmo prima serie.

## Contesto

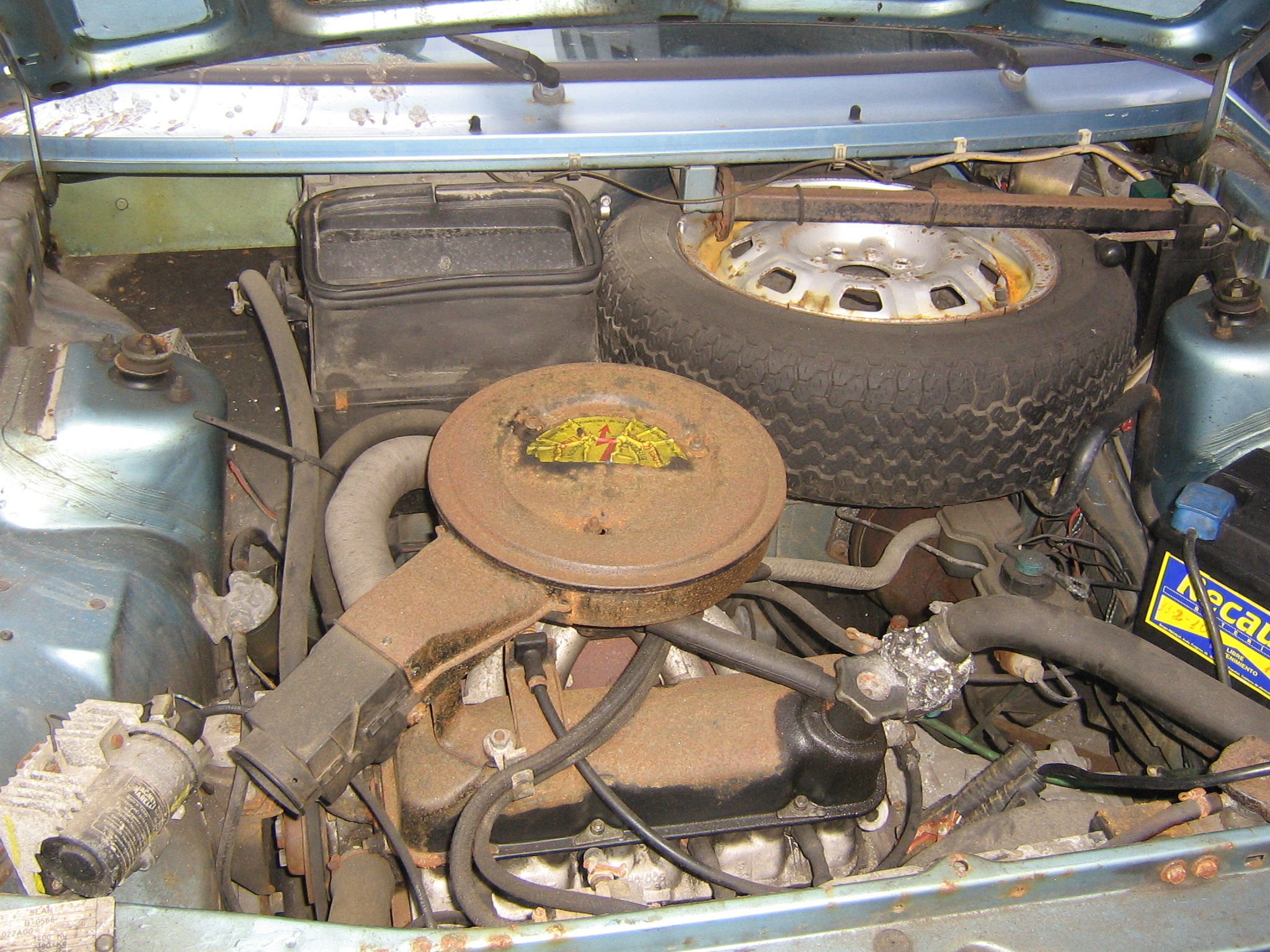
Il motore

Esternamente era quasi uguale alla Ritmo (differiva solo per la griglia anteriore con fanali squadrati e non rotondi come sulla Ritmo, per la fanaleria posteriore e per le maniglie laterali che erano di forma differente rispetto a quelle della Fiat Ritmo). Internamente era diversa: aveva un cruscotto più elegante e con una percezione qualitativa dell'abitacolo migliore. Non ebbe eredi anche se la nuova SEAT Ibiza fu progettata sul pianale della Ronda.
La Ronda fu la prima vettura tutta SEAT ad essere importata in Italia, verso la fine del 1983; meglio rifinita e accessoriata della Ritmo da cui derivava, fu la prima a montare il motore System-Porsche 1.2 63 CV montato sulle altre vetture SEAT tranne che sulla SEAT Fura.
Era venduta in 4 allestimenti e 4 motorizzazioni, tre a benzina e uno diesel:
- Ronda 1.2 (63 CV) L/GL/GLX;
- Ronda 1.5 (85 CV) GL/GLX;
- Ronda 1.6 (98 CV, motore bialbero derivato dalla Fiat 131) SX;
- Ronda 1.7 D (55 CV, stesso motore della Fiat Ritmo 1ª Serie) L/GL/GLX

## Motorizzazioni
| Modello    | Disponibilità       | Motore  | Cilindrata (cm³) | Potenza       | Coppia Massima (Nm) | Emissioni CO2 (g/Km) | 0–100 km/h (secondi) | Velocità max (Km/h) | Consumo medio (Km/l) |
| 1.2        | dal debutto al 1988 | Benzina | 1197             | 47 kW (65 Cv) | 88                  | n.d                  | 16.3                 | 150                 | 12.8                 |
| 1.5        | dal 1984 al 1988    | Benzina | 1461             | 63 kW (86 Cv) | 116                 | n.d                  | 12.8                 | 166                 | 14.8                 |
| 1.6        | dal debutto al 1984 | Benzina | 1592             | 69 kW (95 Cv) | 122                 | n.d                  | 11.5                 | 170                 | 12.4                 |
| 1.7 Diesel | dal debutto al 1988 | Diesel  | 1714             | 40 kW (55 Cv) | 100                 | n.d                  | 19.1                 | 140                 | 14.1                 |